# Leopoldina (kommun)
Leopoldina är en kommun i Brasilien.   Den ligger i delstaten Minas Gerais, i den sydöstra delen av landet, 800 km sydost om huvudstaden Brasília. Antalet invånare är 51 136. Arean är 943 kvadratkilometer.
Terrängen i Leopoldina är lite kuperad.
Följande samhällen finns i Leopoldina:
- Leopoldina

Omgivningarna runt Leopoldina är huvudsakligen savann. Runt Leopoldina är det ganska glesbefolkat, med 26 invånare per kvadratkilometer.